# Lupinus austrosericeus
Lupinus austrosericeus är en ärtväxtart som beskrevs av Charles Piper Smith. Lupinus austrosericeus ingår i släktet lupiner, och familjen ärtväxter. Inga underarter finns listade i Catalogue of Life.